# Belforte del Chienti
Belforte del Chienti es una localidad y comune italiana de la provincia de Macerata, región de las Marcas, con 1811 habitantes.

## Evolución demográfica
| Gráfica de evolución demográfica de Belforte del Chienti entre 1861 y 2001 |
|                                                                            |
| Fuente ISTAT - elaboración gráfica de Wikipedia                            |